# Cyclosalpa strongylenteron
Cyclosalpa strongylenteron är en ryggsträngsdjursart som beskrevs av D. Berner 1955. Cyclosalpa strongylenteron ingår i släktet Cyclosalpa och familjen bandsalper. Inga underarter finns listade i Catalogue of Life.